# Luân trùng
Ngành Luân trùng (Rotifera) hay trùng bánh xe là một ngành vi sinh vật (có kích thước hiển vi). Đa số chúng có chiều dài từ 0,1 – 0,5 mm, sống phổ biến trong các khu vực nước ngọt, bên cạnh đó có một số loài sống ở nước mặn.
Tên gọi "trùng bánh xe" bắt nguồn từ tên tiếng Latinh Rotifera có nghĩa là "bánh xe". Luân trùng có cấu tạo từ một vài búi lông mao xung quanh miệng có chức năng vận động giống như một bánh xe đang quay. Chúng tạo ra một dòng nước cuốn thức ăn vào trong miệng, ở đó thức ăn được nghiền bởi một hầu chuyên hoá (còn được gọi là mastax) có chứa những chiếc hàm răng nhỏ xíu. Hầu hết luân trùng sống tự do có các cặp chân hậu để gắn chúng vào giá thể trong khi ăn.
Hình dạng của luân trùng rất đa dạng. Lớp biểu bì của chúng phát triển tốt, lớp này có thể dày và cứng làm chúng có dạng như một cái hộp hoặc mềm dẻo trông như những con giun. Những dạng luân trùng trên được gọi là luân trùng có mai (vỏ cứng) hoặc luân trùng không mai. Nhiều loài luân trùng có khả năng bơi và một số dạng luân trùng không mai di chuyển theo cách giun bò trên các cơ chất. Các loại luân trùng khác không có cuống, chúng sống bên trong các vỏ bằng gelatin. Có khoảng 25 loài có dạng sống tập đoàn, các loài khác sống trôi nổi (sinh vật phù du). Cũng như nhiều động vật có kích thước hiển vi khác, luân trùng trưởng thành có một số lượng tế bào cố định đặc trưng cho loài.
Hầu hết ở các loài luân trùng thì giống đực thường rất ít, thậm chí có thể biến mất trong trường hợp sinh sản đơn tính. Ở một số loài, quá trình sinh sản đơn tính tạo ra hai loại trứng; một loại trứng phát triển thành giống cái bình thường trong khi loại còn lại phát triển thành dạng giống đực thoái hoá, chúng thậm chí không dinh dưỡng và chỉ tồn tại để sinh ra tinh trùng. Trong các loài này, trứng được thụ tinh tạo thành dạng hợp tử chống chịu khô hạn có khả năng sống sót trong điều kiện khô hạn của các ao hồ, chúng chỉ phát triển thành thế hệ giống cái khi các điều kiện sống thuận lợi trở lại. Thời gian sống của con cái trong khoảng 1 – 2 tuần. Luân trùng là một trong nhiều dạng động, thực vật chịu khô hạn. Chúng có thể sống sót sau một thời gian dài khô hạn và các điều kiện bất lợi khác. Khi điều kiện môi trường trở nên bất lợi, luân trùng kết bào xác dạng trứng (bao nang), khi gặp môi trường nước chúng thoát ra trở thành dạng sinh vật bơi tự do. Ở dạng bào xác, chúng có thể sống thiếu nước trong một thời gian dài, có thể là sống tiềm sinh vô hạn. Sự kích thích do nước thường diễn ra rất nhanh, thường không đầy 2 giờ đồng hồ. Quá trình sinh hoá này được hoàn thành đồng thời với khả năng tạo ra đường trehalose (đường trihaloza - một dạng đường kiểu 1-alpha) của luân trùng để tạo ra trạng thái dạng gel giúp cho các bào quan tránh được những tác động bất lợi do điều kiện mất nước này. Quá trình này cũng thấy ở nhiều sinh vật khác như ngành động vật bò chậm (Tardigrada), loài giáp xác Artemia salinis.

## Phân loại
Có khoảng 2.000 loài luân trùng, được chia thành 3 lớp. Động vật đầu móc ký sinh (Acanthocephala) cũng có thể coi là thuộc nhóm luân trùng. Những ngành này thuộc nhóm được gọi là động vật dạng dẹt (Platyzoa). Những loài luân trùng thuộc lớp Bdelloidea là nhóm sinh vật đa bào có số lượng cá thể đông đảo thứ hai trên Trái Đất sau nhóm đông nhất là ngành giun tròn (Nematoda).